# Gail (Texas)
Pour les articles homonymes, voir Gail.
La census-designated place de Gail est le siège du comté de Borden, dans l’État du Texas, aux États-Unis. Elle comptait 236 habitants lors du recensement de 2010. Gail n’est pas incorporée.

## À noter
Le comté et la ville ont été nommés en hommage à l’inventeur Gail Borden.

## Source
- (en) Cet article est partiellement ou en totalité issu de l’article de Wikipédia en anglais intitulé « Gail, Texas » (voir la liste des auteurs).